# Hünengrab im Herbst
Hünengrab im Herbst ist das erste Album der deutschen Band Nagelfar. Es gilt als wegweisend für die deutsche Black-Metal-Szene.

## Entstehungsgeschichte
1997 unterschrieb Nagelfar bei Kettenhund Records. Das Material für das Album wurde im Spätsommer 1997 fertiggestellt und im September in Andy Classens Stage-One-Studio aufgenommen. Das Album erschien im Dezember 1997. 2009 folgte eine neu gemasterte Wiederveröffentlichung mit neuem Schallplattencover, verändertem Artwork und dem Titel Fressen der Raben vom Demo Als die Tore sich öffnen über das Label Ván Records aus dem Umfeld der Musiker.

## Stil
Hünengrab im Herbst ist ein Konzeptalbum über germanische und nordische Mythologie.
Zwar sind Blastbeats und ein hohes Tempo dominierend, allerdings gibt es viele ruhige Passagen und zusammen mit den melodischen Gitarrenriffs ergibt sich eine sehr melancholische Atmosphäre. Während viele Black-Metal-Bands Monotonie als Stilmittel einsetzen, finden sich hier „viele rasante Tempowechsel, knallharte Breaks, hymnenhafte Zwischenspiele und völlig überraschende Fragmente, wie zum Beispiel bei […] ‚Srontgorrth (Das Dritte Kapitel)‘“. Im dynamischen Schlagzeugspiel sind „etliche kleinere oder größere Fehler“ zu entdecken, wie Schlagzeuger Alexander von Meilenwald selbst erwähnt. Jander setzt neben dem üblichen Screams auch klaren Gesang ein, der teilweise in Jammern, Weinen oder Schreien ausartet. Es finden sich, „dezent[e] und songdienlich[e], manchmal aber auch futuristisch[e]“ und teilweise experimentelle Keyboard-Passagen, Samples und akustische Passagen, das Titelstück wurde sogar „fast komplett auf dem Synthesizer zusammengestellt“ und mit einem elektronischen Schlagzeug und ohne E-Bass eingespielt, und „auch aus dem Gesamtsound sind die Tiefen w[e]itgehend entfernt“. Damit war die Band „schon mit ihrem Erstlingswerk Grenzgänger eines auch damals teils erzkonservativ und angestaubt geltenden Genres, das vor selbsternannten Szenepolizisten aus allen Nähten platzte“. Trotz der heidnischen Thematik, der Verwendung mythologischer Bilder zur Wiedergabe der eigenen Gedanken und Vorstellungen und der teilweise folkloristischen Klänge sieht sich die Band dem Black Metal zugehörig und ordnet sich nicht dem Pagan Metal zu.

## Rezeption
Die Kritiken waren fast ausschließlich positiv. Fierce von vampster schrieb: „Hünengrab im Herbst ist für mich eines der besten Black Metal - Alben, das mir bisher untergekommen ist“. Frank Stöver zählte die Band im für das Rock Hard geschriebenen Artikel Nagelfar. Deutschlands beste Black Metal-Band? „zu den hoffnungsvollsten Vertretern der deutschen Schwarzmetall-Szene“, die „mit ihrem Debütalbum Hünengrab im Herbst die Szene bis in die Grundmauern erschütterten“. Endres von metal.de schrieb, die Musik sorge für Gänsehaut. Gelobt wurden außerdem von Meilenwalds Schlagzeugspiel, die gute Produktion und der Abwechslungsreichtum. Endres bezeichnete den „klare[n], charismatische[n] und manchmal etwas schräge[n] Gesang und die Sprechparts“ als ursprünglich „sicherlich noch gewöhnungsbedürftiger, als sie es heute sind“, das Album sei aber „über jeden Zweifel erhaben“.

## Titelliste
1. Intro (00:26)
2. Seelenland (05:21)
3. Schwanengesang (14:17)
4. Hünengrab im Herbst (05:32)
5. Bildnis der Apokalypse (06:22)
6. Srontgorrth (Das dritte Kapitel) (09:35)
7. Der Flug des Raben (Ein Jammerschrei in traurig’ Nächten) (14:00)

Die Wiederveröffentlichung enthält ein Lied namens Das Fressen der Raben (04:22), welches vom Demo Als die Tore sich öffnen stammt. Das Lied Srontgorrth (Das dritte Kapitel) ist außerdem Bestandteil des gleichnamigen Konzeptalbums. die ersten zwei Stücke sind außerdem auf den Demos, der vierte ist lediglich auf Srontgorrth zu finden.